# Piraí do Sul
Piraí do Sul is een gemeente in de Braziliaanse deelstaat Paraná. De gemeente telt 23.170 inwoners (schatting 2009).

## Aangrenzende gemeenten
De gemeente grenst aan Arapoti, Castro, Doutor Ulysses, Jaguariaíva, Tibagi en Ventania.

## Galerij

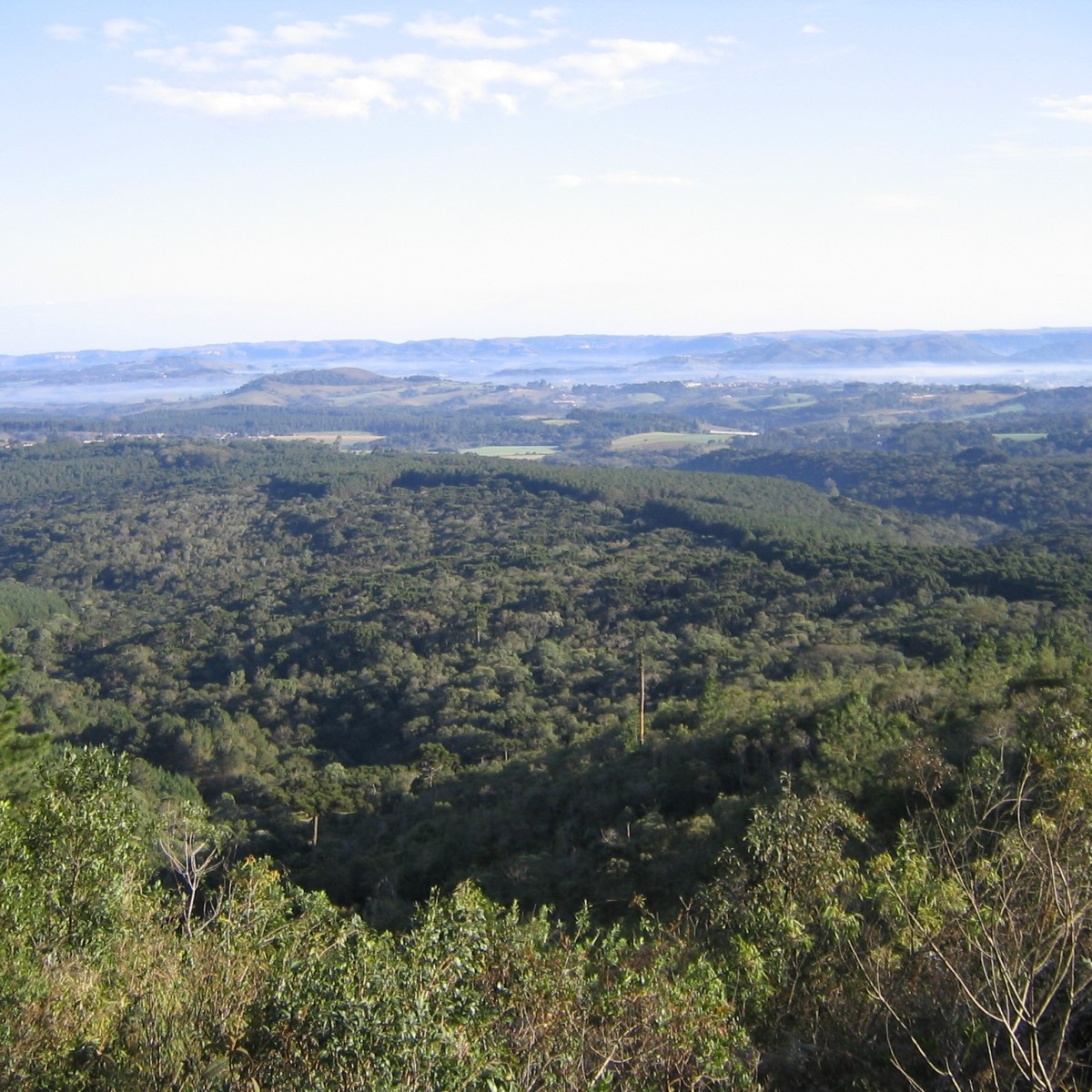
Nationaal bos Piraí do Sul.
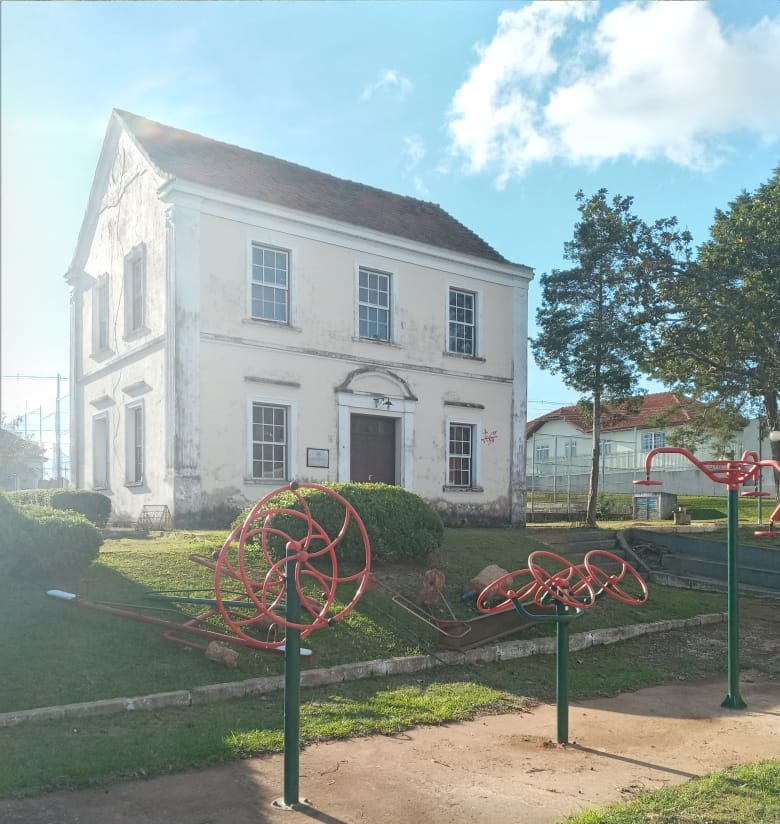
Museum, historisch gebouw.
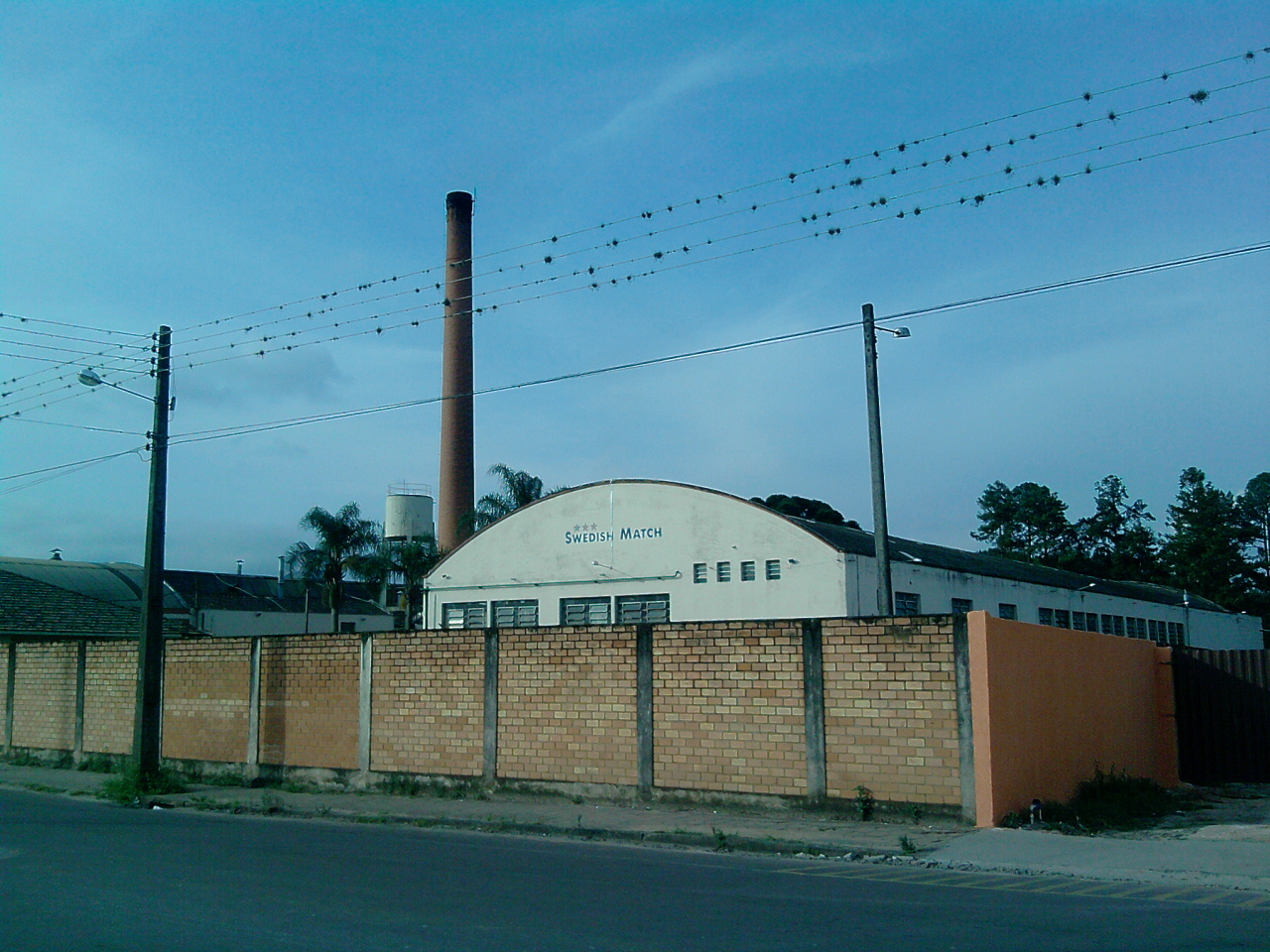
Swedish Match van Piraí do Sul.